# Pelusios castanoides
Pelusios castanoides is een schildpad uit de familie pelomedusa's (Pelomedusidae).

## Naam en indeling
De wetenschappelijke naam van de soort werd voor het eerst voorgesteld door John Hewitt in 1931. Oorspronkelijk werd de wetenschappelijke naam Pelusios nigricans castanoides gebruikt. De soortaanduiding castanoides is afgeleid van het Latijnse castaneus en betekent vrij vertaald 'kastanjekleurig'.

### Ondersoorten
De soort wordt verdeeld in twee ondersoorten die onderstaand zijn weergegeven, met de auteur en het verspreidingsgebied.
| Naam                              | Auteur       | Verspreidingsgebied                                                       |
| --------------------------------- | ------------ | ------------------------------------------------------------------------- |
| Pelusios castanoides              | Hewitt, 1931 | Afrika; Malawi, Mozambique, Zuid-Afrika, Tanzania, Seychellen, Madagaskar |
| Pelusios castanoides intergularis | Bour, 1983   | Afrika; Seychellen (Cousin)                                               |

## Uiterlijke kenmerken
Het schild is ovaal en koepel-achtig en bereikt een maximale rugschildlengte van 22 centimeter. Het lichaamsgewicht kan tot 900 gram bedragen. Het schild heeft een ovale contour en is het breedst aan de achterzijde. De schildkleur is geelbruin tot bruin of bijna zwart. De marginaalschilden hebben geen doornachtig uitsteeksel aan de achterzijde. Op het midden van het schild is een lage lengtekiel gelegen, voornamelijk aan het vierde en vijfde wervelschild. Het supracaudaalschild is gepaard, een nuchaalschild ontbreekt, er zijn ook geen okselschilden aanwezig.
Het buikschild is geel van kleur met donkere naden tussen de buikschilden. Het buikschild bezit aan de achterzijde en scharnier waarmee het schild deels kan worden afgesloten ter bescherming. De plastronformule is als volgt: abd > fem > intergul > hum > pect >< gul >< an .
De kop is breed maar middelgroot en is aan de bovenzijde wat afgeplat. De snuitpunt is stomp en heeft een wat afgeronde vorm. Aan de kin zijn twee baarddraden aanwezig die een tastzintuiglijke functie hebben. De bovenkaak bezit soms twee tand-achtige uitsteeksels. De ogen hebben een zwarte kleur met een zilverachtige ring rond de iris. De ledematen zijn geel tot bruin van kleur, de kop is donkerder gekleurd tot bijna zwart. De poten hebben altijd vijf klauwen en dragen onderontwikkelde zwemvliezen.
Mannetjes zijn van vrouwtjes te onderscheiden door een langere en dikkere staart en een iets holler buikschild, het buikschild is bij vrouwtjes vaak wat breder. Exemplaren van de ondersoort Pelusios castanoides intergularis hebben een [pentagonaal tussenkeelschild dat rechte naden heeft tussen de keelschilden, terwijl deze naden bij de nominale ondersoort juist diagonaal zijn. P. c. intergularis kan op hoge leeftijd vrijwel geheel wit van kleur worden, exemplaren van deze ondersoort hebben een smaller schild, vooral de mannetjes.

## Levenswijze
Pelusios castanoides is een omnivoor, op het menu staat vooral dierlijk materiaal, zoals ongewervelden (vooral slakken) en vissen maar ook waterplanten worden wel gegeten. Van populaties uit de Seychellen is bekend dat de dieren nachtactief zijn en leven van waterplanten, krabben, longslakken en fruit.
In het voortplantingsseizoen zetten de vrouwtjes vijf tot 25 eieren af die worden begraven in de bodem. De eieren zijn elliptisch van vorm en zijn 22 millimeter breed en 32 mm lang.

## Verspreiding en habitat
Pelusios castanoides komt voor in delen van Afrika en leeft in de landen Madagaskar, Malawi, Mozambique, de Seychellen, Tanzania en Zuid-Afrika. De habitat bestaat uit ondiepe wateren zoals natte veengebieden, ondergelopen weilanden en moerassen met een modderige bodem. De schildpad moet vanwege klimatologische omstandigheden een lange estivatie houden onder de grond.

## Beschermingsstatus
Door de internationale natuurbeschermingsorganisatie IUCN is de beschermingsstatus 'veilig' toegewezen (Least Concern of LC).